# Grakliani

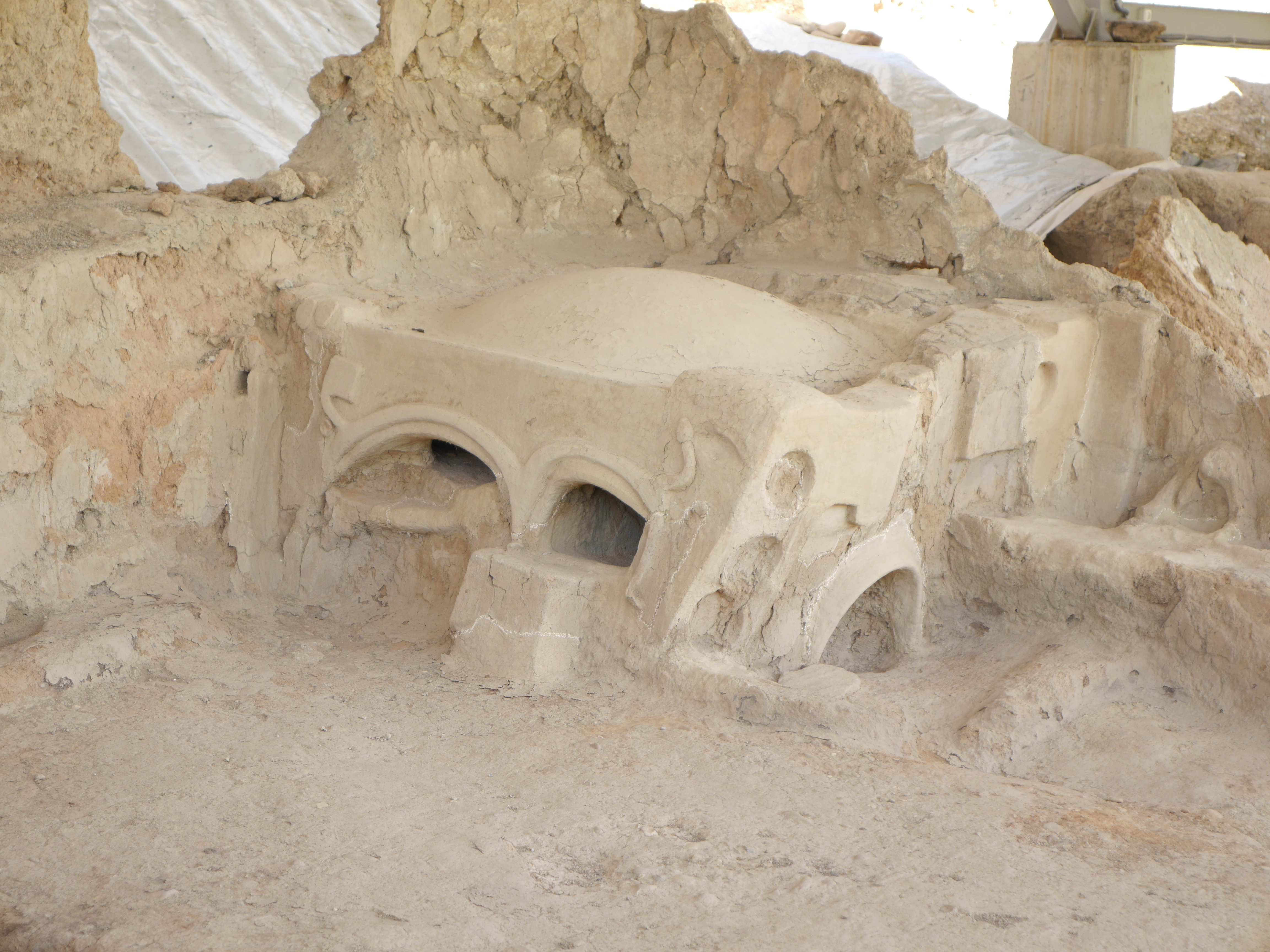
Grabungsschnitt (2016)

Der Hügel von Grakliani ist eine Ausgrabungsstätte in Georgien.

## Beschreibung
Der Ort liegt ca. 30 Kilometer westlich der Hauptstadt Tiflis an der Autobahn Tbilisi-Senaki-Leselidze auf einer Höhe von etwa 680 m.
Der Fundplatz wurde bei dem Bau der Autobahn im Jahr 2007 angeschnitten und die Fundschichten traten zu Tage. Die Ausgrabungen werden seit diesem Zeitpunkt von der staatlichen Universität Tiflis durchgeführt. Die Siedlungsspuren datieren überwiegend in den Zeitraum von 700 bis 350 v. Chr. und werden als eine Siedlung im Stil des persischen Zoroastrismus gedeutet. Ältestes Fundstück ist ein auf ca. 300.000 Jahre geschätzter Faustkeil. Weiterhin wurde 2015 eine Steininschrift entdeckt, die möglicherweise die älteste in einer frühen georgischen Schrift ist.
Unter Mitwirkung der Naturhistorischen Gesellschaft Nürnberg wurden die Ausgrabungen im Jahr 2017 fortgesetzt. Unter der Versturzschicht eines Erdbebens wurden weitere Fundhorizonte, darunter achämenidische Bauten ergraben. Der Fundplatz wurde zur Aufnahme in die Liste des UNESCO-Weltkulturerbes vorgeschlagen.